# Apogonia sphaerica
Apogonia sphaerica är en skalbaggsart som beskrevs av Hermann Burmeister 1855. Apogonia sphaerica ingår i släktet Apogonia och familjen Melolonthidae. Inga underarter finns listade i Catalogue of Life.